# Niger na Letnich Igrzyskach Olimpijskich 2008
Niger na Letnich Igrzyskach Olimpijskich 2008 reprezentowało 5 zawodników w 3 dyscyplinach.
Był to dziesiąty start reprezentacji Nigru na letnich igrzyskach olimpijskich.

## Wyniki reprezentantów Nigru

### Lekkoatletyka
Mężczyźni
| Zawodnik      | Konkurencja       | Eliminacje | Eliminacje | Ćwierćfinał                  | Ćwierćfinał                  | Półfinał                     | Półfinał                     | Finał                        | Miejsce                      |
| Zawodnik      | Konkurencja       | Wynik      | Miejsce    | Wynik                        | Miejsce                      | Wynik                        | Miejsce                      | Wynik                        | Miejsce                      |
| ------------- | ----------------- | ---------- | ---------- | ---------------------------- | ---------------------------- | ---------------------------- | ---------------------------- | ---------------------------- | ---------------------------- |
| Harouna Garba | 400m przez płotki | 55,14      | 7          | Odpadł z dalszej rywalizacji | Odpadł z dalszej rywalizacji | Odpadł z dalszej rywalizacji | Odpadł z dalszej rywalizacji | Odpadł z dalszej rywalizacji | Odpadł z dalszej rywalizacji |

Kobiety
RK - rekord kraju
| Zawodniczka              | Konkurencja | Eliminacje | Eliminacje | Ćwierćfinał                   | Ćwierćfinał                   | Półfinał                      | Półfinał                      | Finał                         | Miejsce                       |
| Zawodniczka              | Konkurencja | Wynik      | Miejsce    | Wynik                         | Miejsce                       | Wynik                         | Miejsce                       | Wynik                         | Miejsce                       |
| ------------------------ | ----------- | ---------- | ---------- | ----------------------------- | ----------------------------- | ----------------------------- | ----------------------------- | ----------------------------- | ----------------------------- |
| Rachidatou Seini Maikido | 400m        | 1:03,19 RK | 7          | Odpadła z dalszej rywalizacji | Odpadła z dalszej rywalizacji | Odpadła z dalszej rywalizacji | Odpadła z dalszej rywalizacji | Odpadła z dalszej rywalizacji | Odpadła z dalszej rywalizacji |

### Pływanie
Mężczyźni
| Zawodnik                     | Konkurencja       | Wyścig eliminacyjny | Wyścig eliminacyjny | Półfinał                     | Półfinał                     | Finał                        | Finał                        |
| Zawodnik                     | Konkurencja       | Czas                | Miejsce             | Czas                         | Miejsce                      | Czas                         | Miejsce                      |
| ---------------------------- | ----------------- | ------------------- | ------------------- | ---------------------------- | ---------------------------- | ---------------------------- | ---------------------------- |
| Mohamed Alhousseini Alhassan | 50 m st. dowolnym | 30,90               | 95                  | Odpadł z dalszej rywalizacji | Odpadł z dalszej rywalizacji | Odpadł z dalszej rywalizacji | Odpadł z dalszej rywalizacji |

Kobiety
| Zawodniczka         | Konkurencja       | Wyścig eliminacyjny | Wyścig eliminacyjny | Półfinał                      | Półfinał                      | Finał                         | Finał                         |
| Zawodniczka         | Konkurencja       | Czas                | Miejsce             | Czas                          | Miejsce                       | Czas                          | Miejsce                       |
| ------------------- | ----------------- | ------------------- | ------------------- | ----------------------------- | ----------------------------- | ----------------------------- | ----------------------------- |
| Mariama Souley Bana | 50 m st. dowolnym | 40,83               | 90                  | Odpadła z dalszej rywalizacji | Odpadła z dalszej rywalizacji | Odpadła z dalszej rywalizacji | Odpadła z dalszej rywalizacji |

### Taekwondo
Kobiety
| Zawodniczka     | Konkurencja | 1/16                 | Ćwierćfinał                   | Półfinał                      | Ćwierćfinał repasaży          | Półfinał repasaży             | Finał                         |
| Zawodniczka     | Konkurencja | Przeciwniczka Punkty | Przeciwniczka Punkty          | Przeciwniczka Punkty          | Przeciwniczka Punkty          | Przeciwniczka Punkty          | Przeciwniczka Punkty          |
| --------------- | ----------- | -------------------- | ----------------------------- | ----------------------------- | ----------------------------- | ----------------------------- | ----------------------------- |
| Lailatou Amadou | 57kg        | Debora Nunes P DSQ   | Odpadła z dalszej rywalizacji | Odpadła z dalszej rywalizacji | Odpadła z dalszej rywalizacji | Odpadła z dalszej rywalizacji | Odpadła z dalszej rywalizacji |